# 신불해
신불해(申不害, 하남성 정주시 형양시 ? ~ 기원전 337년)는 한(韓)나라의 명재상이며, 형명지학의 대가였다.
법가 사상 중 술(術)을 강조하였으며, 한나라의 소후(昭侯) 밑에서 재상으로 나라를 다스렸다. 《사기》(史記)에 “신자(申子: 신불해를 높여 부른 말)의 학문은 황로(黃老: 황제(黃帝)와 노자(老子)를 교조로 하며, 도가철학을 주축으로 상앙과 순자 및 한비자 계열의 법가와 다른 흐름이 혼합된 정치사상)에 근거를 두고 형명(刑名: 전국시대 한비자가 주장한 학설로 형벌의 종류와 명칭)을 주로 하였다”라는 기록이 있다.
저서는 《사기》에서는 <신자(申子) 2편>, 《한서》(漢書)에서는 <신자 6편>이라고 전하고 있으나, 송(宋)나라 때에 모두 없어지고, 현재는 《군서치요》(群書治要), 《태평어람》(太平御覽) 등에 전해지는 일문(逸文)을 모은 책이 남아 있다.